# Sněhová kalamita (film)
Sněhová kalamita je americký komediální film z roku 2000.

## Děj
Ve filmu se protíná několik dějových linií: skupina žáků základní školy z města Syracuse ve státě New York vedená Natlie Brandstonovou (Zena Grey) si užívá sněhovou kalamitu a snaží se nechat svou školu i ostatní ulice zasněžené a uzavřené zastavením řidiče sněžného pluhu známého jako "Pluhovec" (Chris Elliott). Mezitím se její starší bratr Hal (Mark Webber) se snaží s pomocí své nejlepší přítelkyně Lane Leonardové (Schuyler Fisk) získat srdce nejkrásnější dívky střední školy Claire Bonnerové (Emmanuelle Chriqui). Otec Natalie a Hala Tom Brandston (Chevy Chase) musí v práci soupeřit s televizním meteorologem konkurenční televizní stanice Chadem Symmonzem (John Schneider). Jeho workoholická manželka Laura Brandstonová (Jean Smart) musí zůstat doma se svým nejmladším a velmi rozpustilým synem Randym.
Hal se po několika velkých demonstrací své lásky ke Claire (mj. využil živého vysílání televize, kde pracuje jeho otec, lstí odlákal DJ-je na veřejném kluzišti a pustil píseň věnovanou Claire a při útěku před bývalým přítelem Claire mu ukradl sněžný skútr) dozví, že ho Lane miluje, jeho sestře Natalie s kamarády se povede převzít kontrolu nad sněžným pluhem, náhodou zachrání Hala a rozhrnou sníh zpátky na silnice a Tom Brandston v živém vysílání dokáže, že Chad Symmonz je podvodník a nebyl ten, kdo náhlý příval sněhu předpověděl.

## Produkce
Film se natáčel v Cedarburgu ve státě Wisconsin, v Edmontonu a v Calgary v kanadské provincii Alberta. Původně se plánovalo, že film bude založen na ději televizního seriálu The Adventures of Pete & Pete, ale od tohoto záměru nakonec sešlo a scénář filmu byl přepsán.